# Céramique de Goryeo
La céramique de Goryeo  (en coréen : 고려도자기     , aussi nommée Goryeo cheong-ja ) fait référence à tous les types de poterie et de porcelaine coréennes produites pendant la dynastie Goryeo, de 918 à 1392,, mais fait le plus souvent référence au céladon.
Les techniques du céladon sont initialement introduites de Chine. Les potiers Goryeo établissent un style indigène au XIIe siècle. L'un de ces styles indigènes est caractérisé par la sanggam, technique d'incrustation propre au style Goryeo. La couleur du céladon, appelée bisaek (terme qui renvoie à la couleur verte), était admirée. Cette industrie décline au fur et à mesure que la dynastie de Goryeo se développe. De nombreuses marchandises sont produites sur les sites des fours du Gangjin, dans le sud-ouest de la Corée.
Yu-Geun-Hyeong est un artiste du Trésor National Vivant de Corée du Sud. Son œuvre est documentée dans le court métrage Koryo Celadon en 1979. Plusieurs pièces de céladon de Goryeo sont classées trésors nationaux de Corée du Sud.

## Céladon Goryeo

### Céladon précoce
La poterie et le céladon furent introduits dans la péninsule coréenne à l'âge des Trois Royaumes. La demande de porcelaine de meilleure qualité augmente avec l'émergence de la dynastie Goryeo. Avec le développement de la culture du thé et du bouddhisme, des articles inspirés de la porcelaine traditionnelle et du sud de la Chine (dynastie Song) sont produits à Goryeo. La plupart des poteries fabriquées à cette époque sont du type appelé céladon haemurigup et céladon vert (de qualité inférieure).

### Onzième siècle
Alors que les techniques de céladon atteignent leur apogée sous la dynastie Song, les Coréens tentent de reproduire la coloration turquoise de ces porcelaines chinoises. Plusieurs fours sont construits en Corée, puis beaucoup de céladons. Le céladon de haute qualité est fabriqué dans la région de la capitale, et le céladon de basse qualité est conçu à la demande des temples, des bureaux et des familles locales des provinces.
Certaines porcelaines comprennent formes et décorations typiques de Goryeo, malgré une influence chinoise. Celles-ci se caractérisent par l'utilisation de courbes légères. Des techniques de décoration telles que la sculpture en relief, la gravure en taille-douce, la glaçure à l'oxyde de fer, l'ajourage apparaissent. L'incrustation de sanggam commencent aussi pendant cette période.

### Douzième siècle

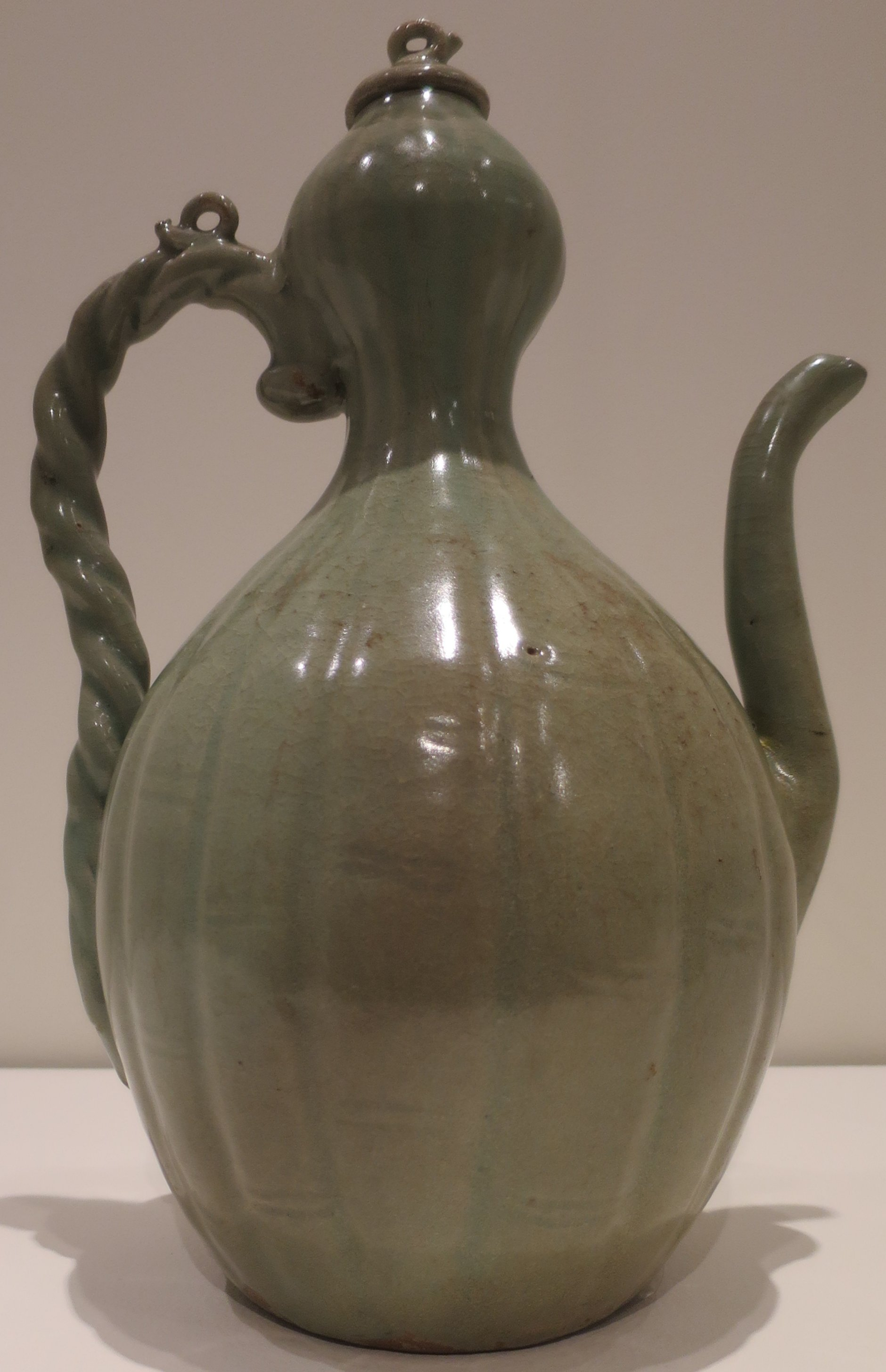
Bouilloire en forme de gourde céladon : c'est un pur céladon typique du XIIe siècle. La glaçure et le sol de fondation sont translucides, propres, gris-vert et harmonieux.

Le douzième siècle est considéré comme l'apogée du céladon de Goryeo, en particulier pour sa couleur et son harmonie particulières. Le céladon pur fabriqué à cette époque est couvert d'une fine couche de glaçure qui reflétait la couleur du jade, appelée bisaek. On put les qualifier d'élégants et reconnaître leur équilibre structurel. Certains documents décrivent ce céladon comme le meilleur du monde.
Le Jinsa « rouge sous glaçure », technique utilisant un pigment d'oxyde de cuivre pour créer des motifs rouge cuivré, est développé en Corée au XIIe siècle, et inspire plus tard les céramiques « rouge sous glaçure » de la dynastie Yuan,,,.

### Après le douzième siècle
Le coup d'État des officiers militaires et d'autres évènements, causes de mutations, ont pour conséquence une augmentation du goût pour les décorations extravagantes. Les techniques d'incrustation atteignent leur apogée. D'autres types de porcelaine se développent : par exemple, le blanchiment, le glaçage à l'oxyde de fer et le glaçage à l'oxyde de cuivre. Avec la diminution de l'influence chinoise, le céladon Goryeo acquiert une forme plus spécifiquement coréenne, dans des motifs uniques et des formes décoratives. La glaçure mince et transparente utilisée pour montrer les motifs incrustés conduit au développement d'un motif de refroidissement crépitant, appelé bingyeol.

### Treizième siècle
Après l'invasion mongole en 1220, la confusion sociale et économique fait décliner la qualité générale du céladon Goryeo. L'influence de la dynastie Yuan est visible dans toute la porcelaine produite à cette époque. Bien que l'industrie du céladon demeure, l'harmonie diminue, ce qui se poursuit à mesure que la dynastie Goryeo recule.

### Quatorzième siècle
À la fin du quatorzième siècle, les fours de Gangjin et de Buanyo sont attaqués par des pirates japonais et fermés. Les fours de l'intérieur les remplacent, mettant fin à l'âge du céladon. Les nouvelles conceptions sont plus utilitaires et moins esthétiques. L'un de ces nouveaux types de porcelaine s'appelle le bundleong.

### Vingtième siècle
Au début du vingtième siècle, la poterie Goryeo connaît un renouveau. Yu Geun-Hyeong, trésor national vivant dont le travail a été documenté dans le court métrage de 1979, Koryo Celadon, contribue à sa renaissance.

### Caractéristiques

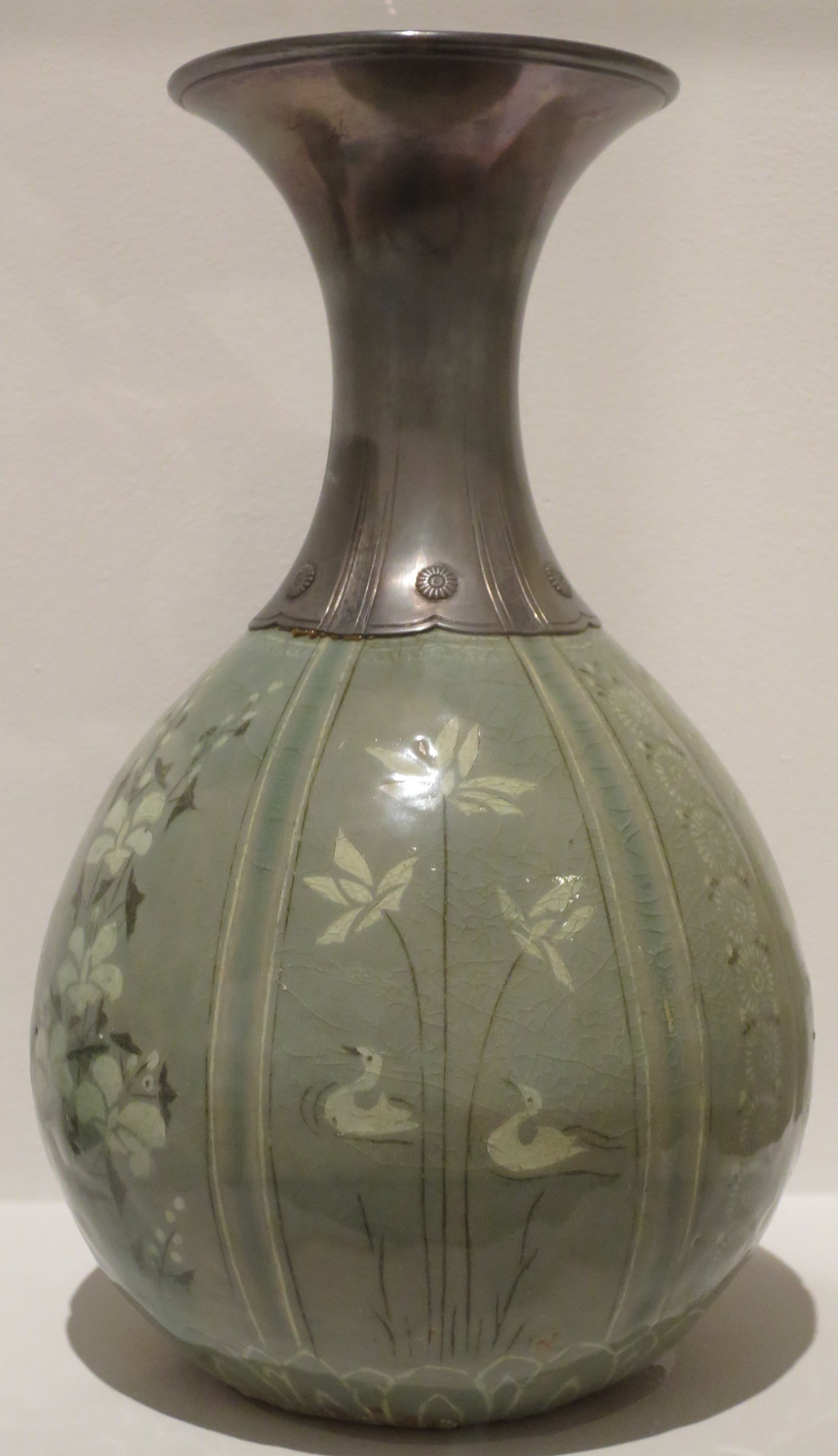
Goryeo céladon qui utilise la technique d'incrustation. Plusieurs couleurs et motifs sont affichés.

#### Technique d'incrustation
En termes de technique d'incrustation, plusieurs motifs sont gravés à la surface du matériau, comme le métal, l'argile, ou le bois. D'autres matériaux tels que l'or, l'argent, les bijoux, l'os sont insérés. Cette technique de décoration traditionnelle s'applique à la porcelaine à partir de la dynastie Goryeo. L'argile est utilisée pour montrer les motifs.
Un motif est gravé sur céladon au couteau et recouvert de terre violette et blanche. Lorsque la terre sèche, la boue débordante est essuyée, ne restant que dans les zones sculptées; ainsi, un motif blanc ou violet apparaîtra. Lorsqu'il est cuit après avoir été peint avec de la glaçure, la terre blanche apparaît comme blanc et la violette comme noire, et ce motif est visible à travers la glaçure.

#### Différences avec le céladon chinois

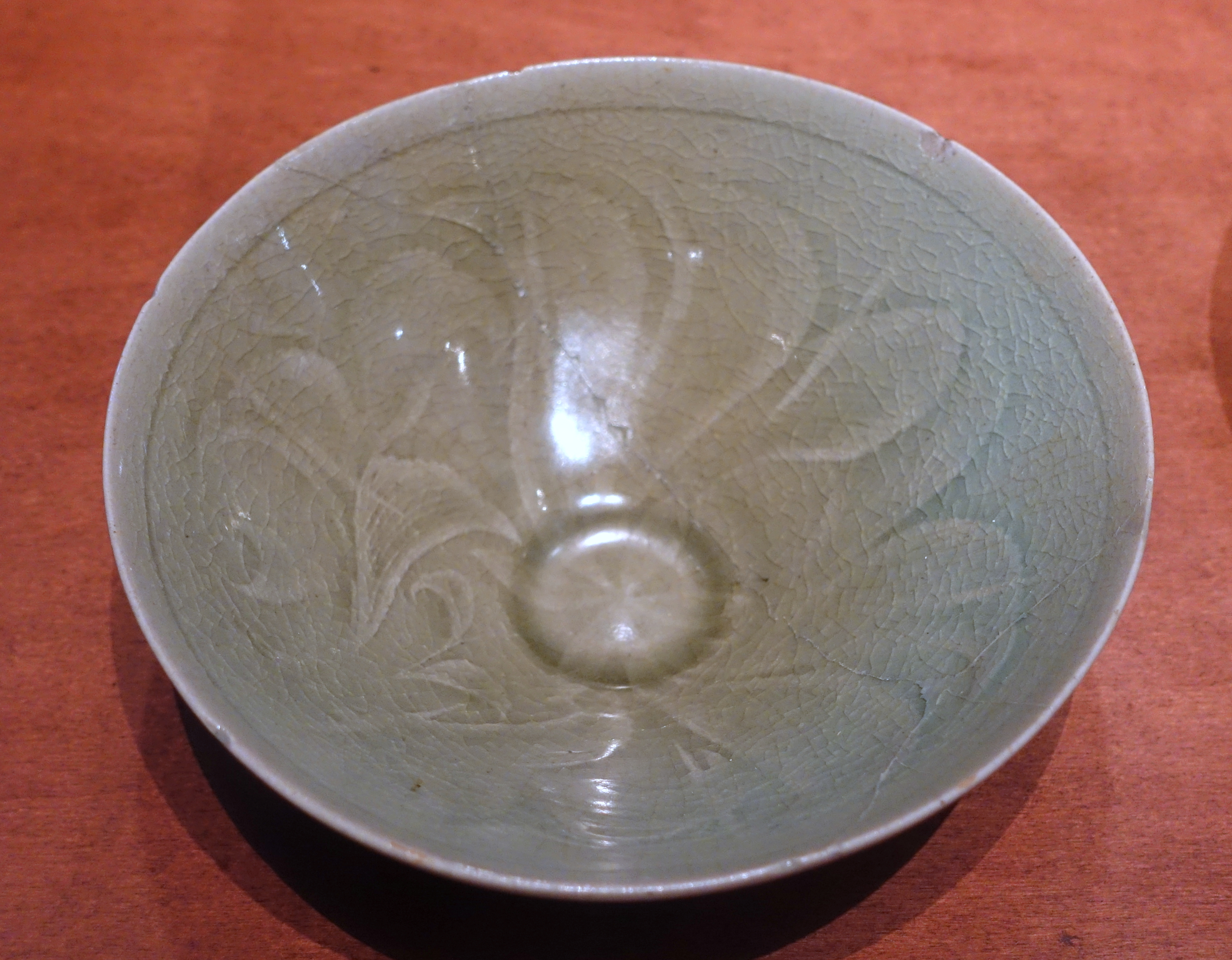
Céladon Goryeo.

La composition de la glaçure du céladon de Goryeo devient définit du onzième au quinzième siècle. Il contient beaucoup de calcium dans sa composition, avec 0,5% d'oxyde de manganèse, qui était plus concentré que la glaçure utilisée dans le céladon chinois. Dans le cas de la céramique chinoise, le cristal, dont la nucléation a le temps d'avoir lieu, prend une teinte de jade. Les fours de Goryeo étaient plus petits que ceux de Chine, de sorte que le processus de cuisson et de refroidissement se déroule plus rapidement. Par conséquent, les minéraux du sol tels que l'anorthite ou la wollastonite n'ont pas le temps pour la croissance des cristaux de nucléation. Il en résulte que la couleur du céladon est plus proche du  gris. Dans le céladon Goryeo, on peut aussi observer du quartz, des particules noires, des bulles, des fissures.
L'apport technique du céladon est qu'il possède une incrustation blanche, noire ou grise pour souligner la couleur vert grisâtre. De plus, si l'incrustation est blanche, la glaçure est intentionnellement composée pour créer des fissures. La lumière était dispersée par les petites fissures. Ainsi, les degrés de couleur du céladon dépendent du point de vue.